# Héctor Fuentes
Héctor Dayron Fuentes Valdés (né le 19 mai 1988) est un athlète cubain, spécialiste du triple saut.

## Biographie
Sa meilleure performance est de 17,43 m au triple saut (2008) et de 7,94 m au saut en longueur. Il s'est classé 12e en finale des Jeux olympiques en 2008.

## Palmarès
| Date | Compétition                                      | Lieu      | Résultat | Marque  |
| ---- | ------------------------------------------------ | --------- | -------- | ------- |
| 2005 | Championnats du monde jeunesse                   | Marrakech | 1er      | 16,63 m |
| 2007 | Championnats panaméricains juniors               | São Paulo | 1er      | 16,61 m |
| 2008 | Championnats d'Amérique centrale et des Caraïbes | Cali      | 2e       | 17,23 m |
| 2008 | Jeux olympiques                                  | Pékin     | 12e      | 16,28 m |
| 2009 | Universiade                                      | Belgrade  | 2e       | 17,13 m |

### Records
| Épreuve          | Épreuve      | Performance | Lieu         | Date            |
| ---------------- | ------------ | ----------- | ------------ | --------------- |
| Saut en longueur | En plein air | 7,94 m      | Barquisimeto | 11 mai 2008     |
| Saut en longueur | En salle     | 7,95 m      | Chemnitz     | 29 février 2008 |
| Triple saut      | En plein air | 17,43 m     | La Havane    | 19 juillet 2008 |
| Triple saut      | En salle     | 16,85 m     | Paris        | 13 février 2009 |